# ジャパンスネークセンター
ジャパンスネークセンターは、群馬県太田市の藪塚温泉に位置するヘビ類を専門的に展示する動物園である。一般財団法人日本蛇族学術研究所が所有、運営管理を行っている。

## 概要
毒蛇の研究及び利用を主目的としている他、飼育している蛇類を展示・公開している。日本で唯一、ヤマカガシの毒に対する血清を製造・保管しており、咬症が発生した際は空路・陸路で搬送を行う体制が取られている。
大量のマムシ（中国産のタンビマムシ）やシマヘビの屋外飼育をはじめ、世界各地の毒蛇・大蛇を飼育展示している。かつては天然記念物である岩国のシロヘビを多数飼育及び繁殖していたが、山口県岩国市での保護施設完成に伴い、大半がそちらへと譲渡された。
近年では警察（特に警視庁や大阪府警など）に押収及び保護された蛇類の引き取り手となっており、結果として種類・個体数がさらに増加している。1例としては、2008年に原宿で生じたトウブグリーンマンバなどの毒蛇の無許可飼育事件の引取先となったことで話題となったことがあり、事件の新聞記事と実際に飼育されていた個体が展示されている。また事件がきっかけで芋づる式に埼玉県や北海道からブラックマンバやドクフキコブラ数種を含めた80匹以上の爬虫類が押収され、センターに引き取られた。2012年には神奈川県でセイブグリーンマンバの咬傷事故により、警察の家宅捜索でブラックマンバやマンサンハブなど24匹が押収されセンターへ。同年に大阪府警からガボンアダーやパフアダーなどが押収されてセンターに引き取られている。
叶姉妹が飼っていたニシキヘビ（アルビノ）を飼いきれなくなったということで寄付したことがある。
2024年12月には書籍「ヘビ学」を出版し、飼育するヘビの写真掲載や生態の解説をしている。。

### 主な施設
野外放飼場（屋外飼育施設）
ヘビとカメの野外飼育場があり、アオダイショウ、シマヘビ、タンビマムシ、ケヅメリクガメを露天の囲い内で飼育している。
毒蛇温室
主に毒蛇を中心として飼育されている温室棟。ガラガラヘビ、キングコブラ等が居る。
大蛇温室
ニシキヘビ、ボア等、大型の蛇を中心に飼育されている温室棟。かつては海蛇も飼育されていた。
熱帯蛇類温室
最も新しい施設。原宿・北海道での毒蛇事件で押収された蛇が飼育されている。猛毒のグリーンマンバやブラックマンバ等。
資料館
収蔵した骨格標本や透明標本、剥製などが展示してある。白蛇や海蛇、大型のボアやアナコンダ等。変わったところではツチノコ関連の資料も含まれている。
採毒室
毒蛇の血清を作成するための採毒を行う施設。見学者向けに、ハブの採毒の実演が行われる他、繁殖させたヘビの幼蛇も展示されている。
毒蛇咬症国際研修センター　　
毒蛇110番活動や研修生の受け入れを行う。
その他
敷地端には昭和46年に建立・開眼が行われた「白蛇観音」がある。これは飼育、採毒実験等で死亡した蛇の供養を目的としたものである。売店では蛇製品が販売されており、かつて旧食堂では蛇料理の提供も行われていたが現在土日祝日に限り休憩所として開放。飲食物の持ち込みも可能。
大洞窟（閉鎖）
1960年代に敷地内にあった採石場跡を利用してつくられた。恐竜や古代生物の模型、アナコンダが飼育された水槽などが展示されていた。当時は人気の展示だったが、1990年代に落盤の恐れがあり、閉鎖された。現在は展示の一部が熱帯蛇類温室に展示されている。

## ギャラリー

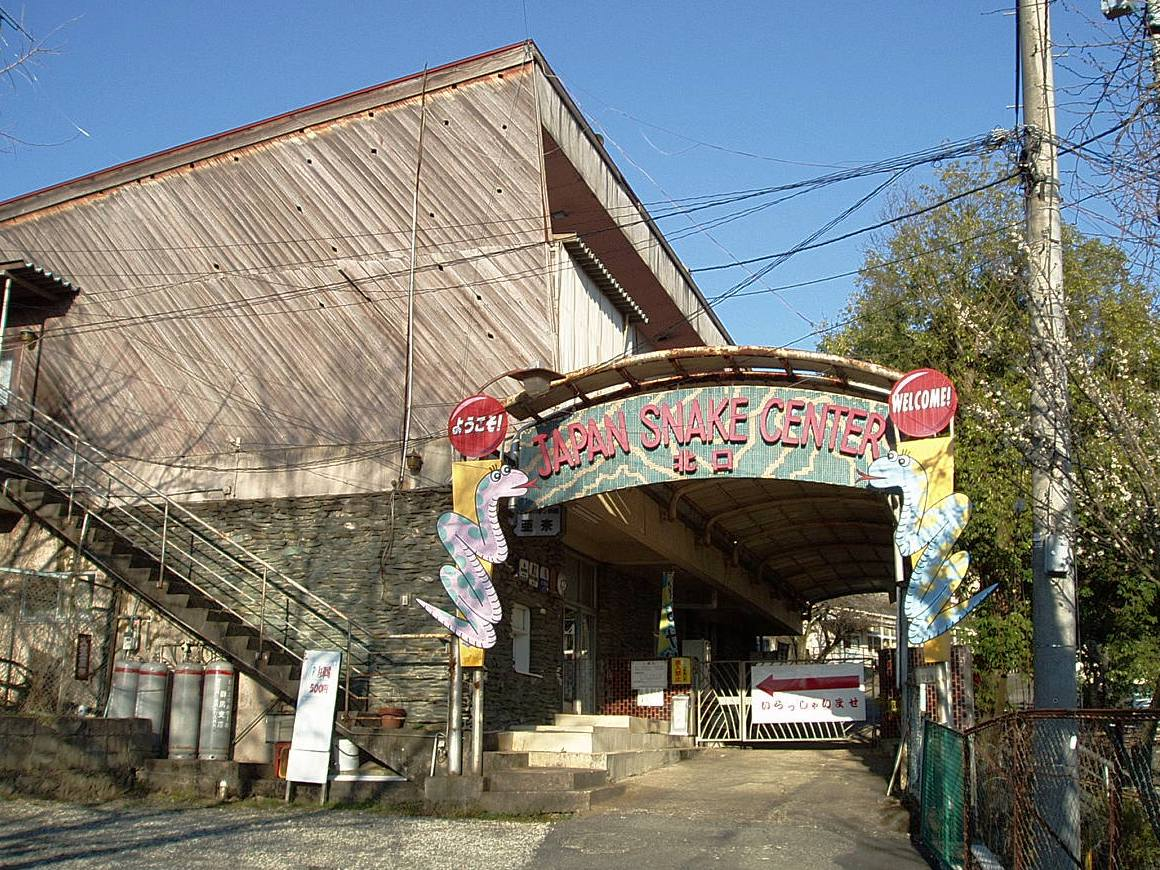
ジャパンスネークセンター北口（温泉街口）
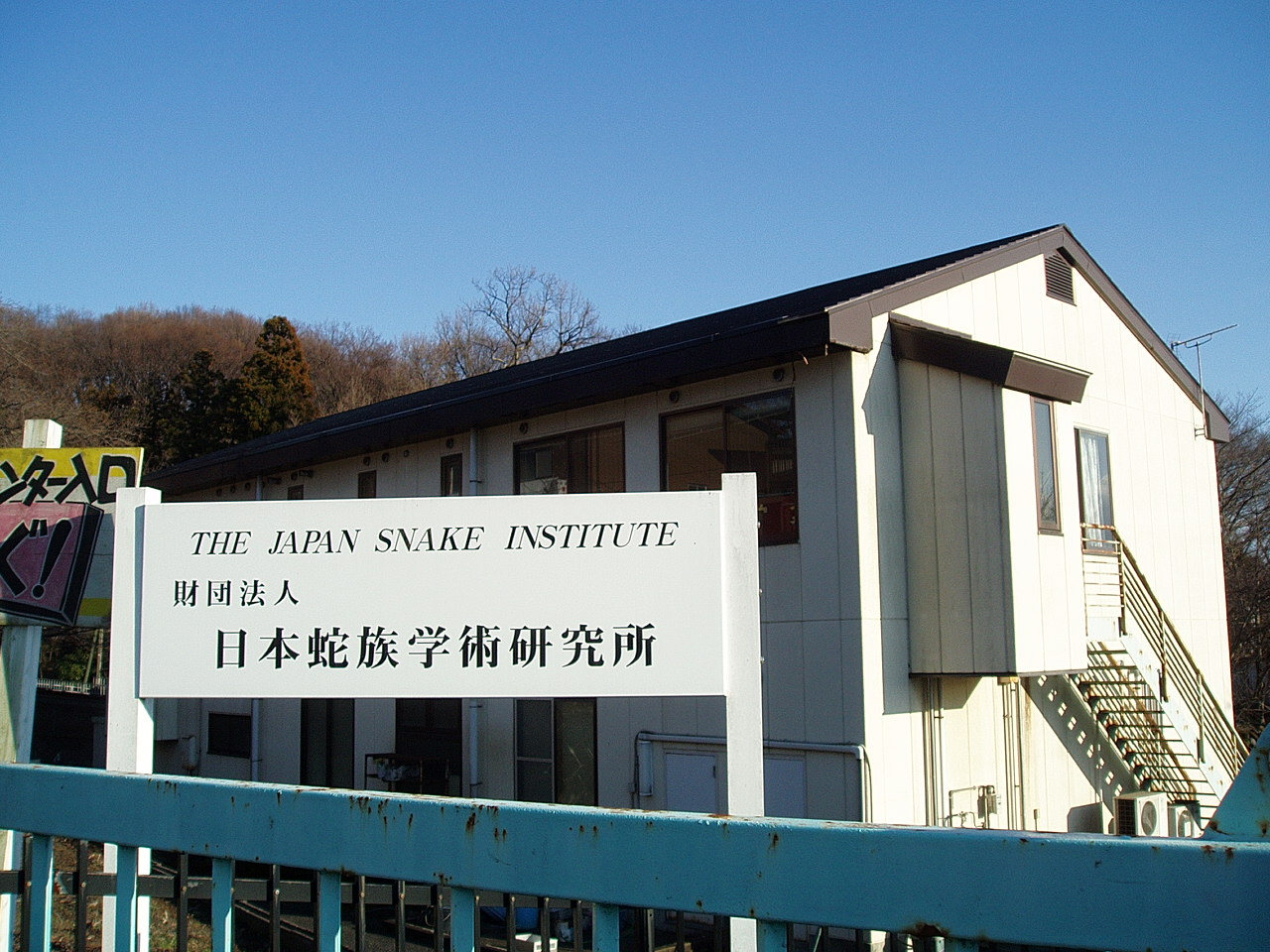
日本蛇族学術研究所
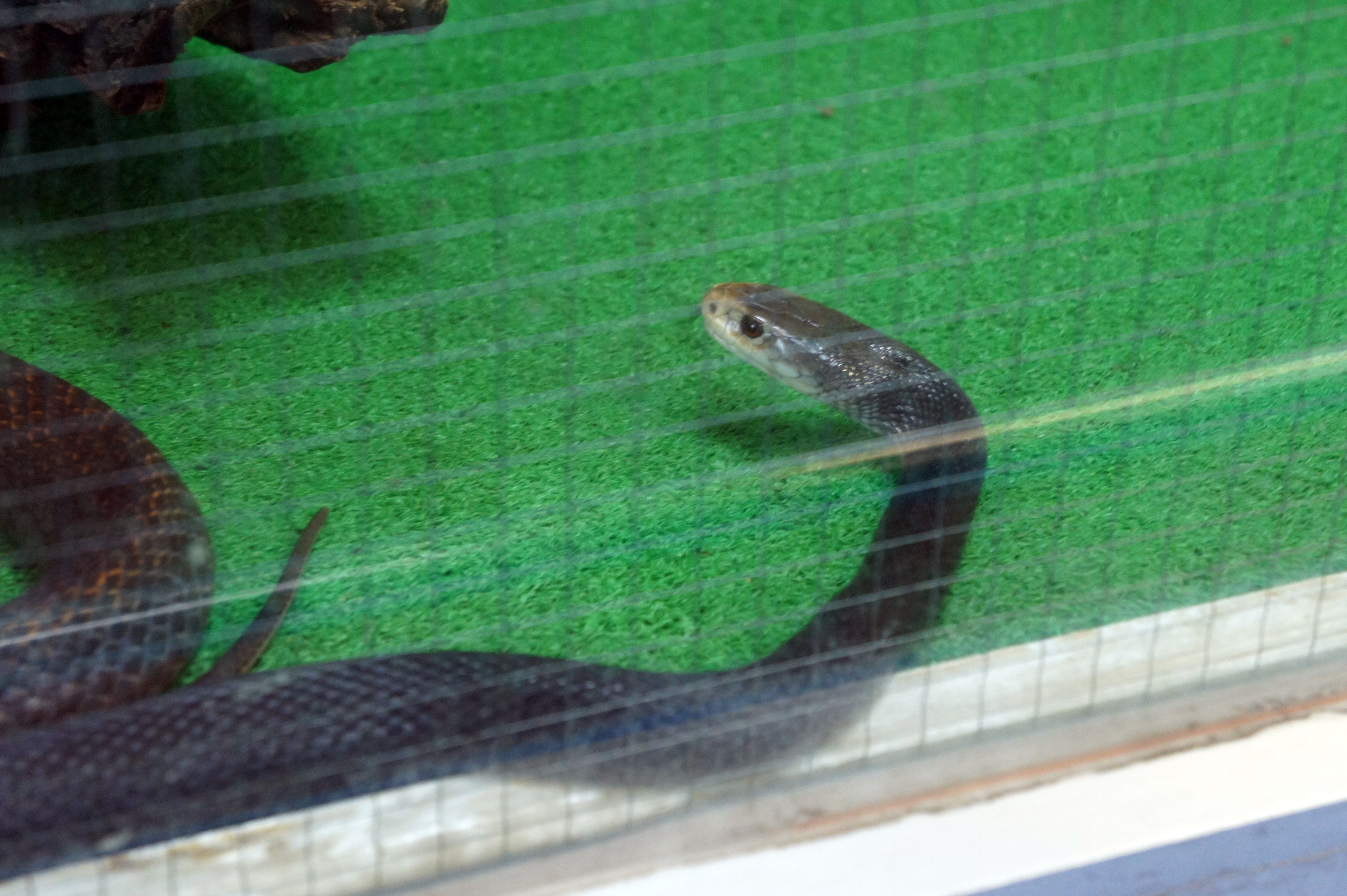
飼育されているヘビ
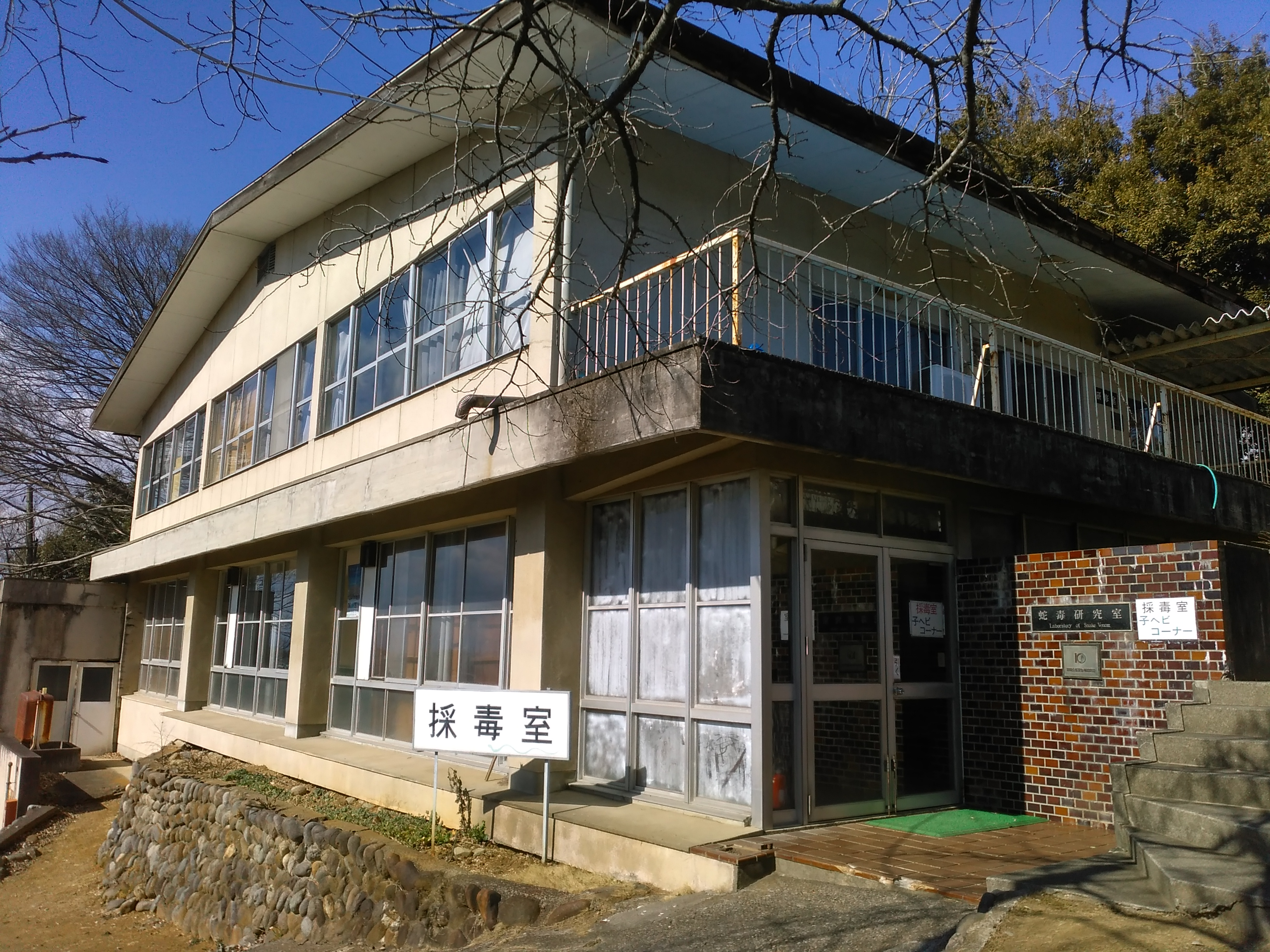
採毒室（蛇毒研究室）
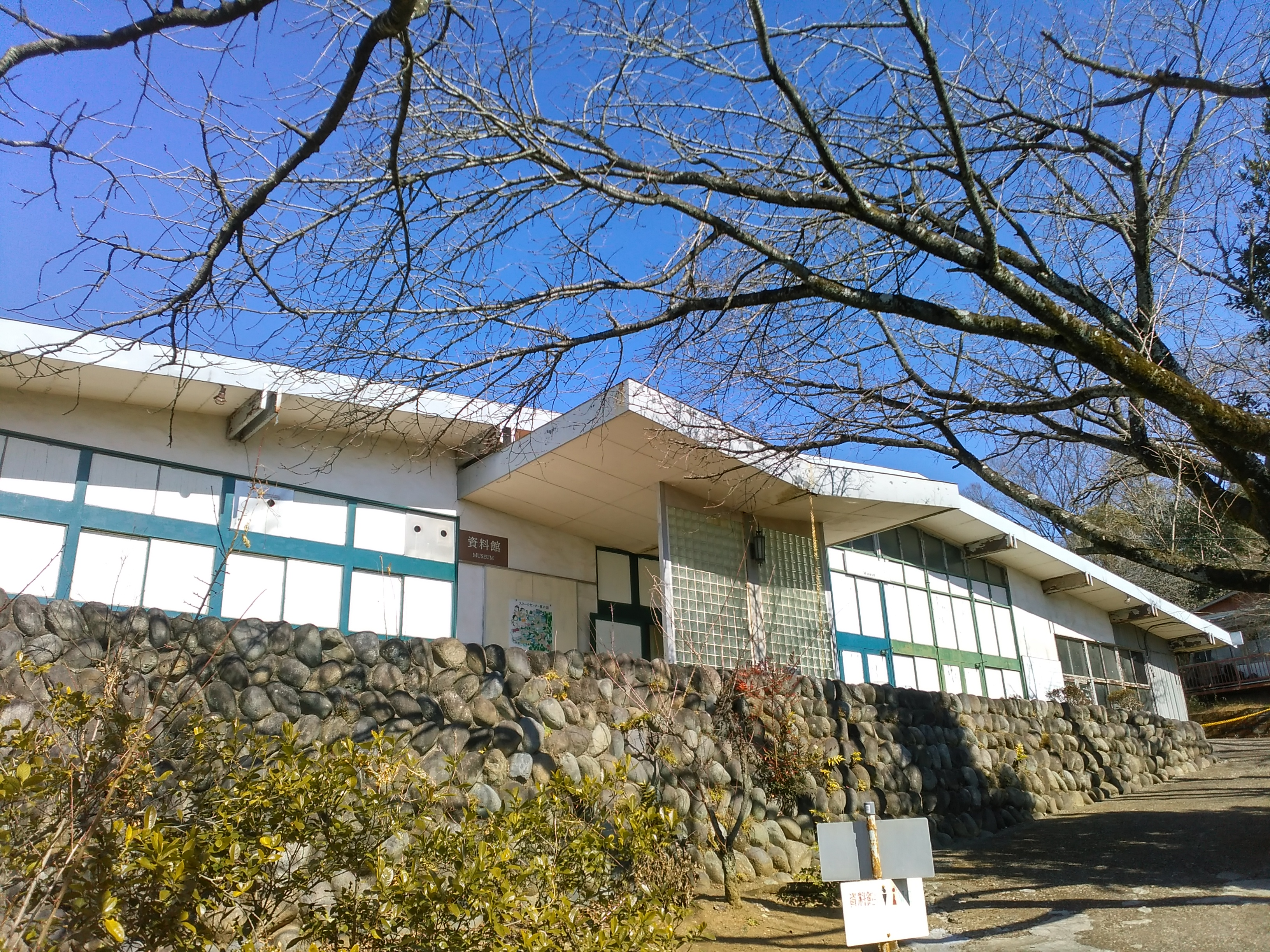
資料館

## 飼育動物

### ヘビ類
- キングコブラ
- シンリンコブラ
- クロクビドクフキコブラ
- ヌビアドクフキコブラ
- モザンビークドクフキコブラ
- ブラックマンバ
- トウブグリーンマンバ
- アマガサヘビ
- エラブウミヘビ
- パプアマルガスネーク
- コモンデスアダー
- ヒャン
- パフアダー
- セイブガボンアダー
- ラフツリーブッシュバイパー
- セイブダイヤガラガラヘビ
- トウブダイヤガラガラヘビ
- ニホンマムシ
- アメリカマムシ
- タンビマムシ
- マレーマムシ
- ハブ
- シロクチアオハブ
- ムラサキハブ
- ヨロイハブ
- ヤマカガシ
- セイブシシバナヘビ
- アミメニシキヘビ
- インドニシキヘビ
- ビルマニシキヘビ
- マレーアカニシキヘビ
- アメジストニシキヘビ
- アフリカニシキヘビ
- ボールニシキヘビ
- ボアコンストリクター
- カーペットパイソン
- セントラルパイソン
- アザンゼブラ カーペットパイソン
- ジャガーカーペットパイソン
- ストライプジャングルカーペットパイソン
- キイロアナコンダ
- オオアナコンダ
- アオダイショウ
- シマヘビ
- アカマタ
- コーンスネーク
- テキサスラットスネーク

### ヘビ以外の飼育動物
- 白色レグホーン種
- チャボ (鶏)
- ブラマ
- アメリカアリゲーター
- ヨーロッパアシナシトカゲ
- ヒョウモントカゲモドキ
- クサガメ
- ニホンイシガメ
- ミシシッピアカミミガメ
- ニホンスッポン
- ロシアリクガメ
- ケヅメリクガメ

### 過去にいたヘビ類や飼育動物
- ミニブタ
- アヒル
- エジプトコブラ
- ケープコブラ
- ハナナガコブラ
- タイコブラ
- タイワンコブラ
- サバククロコブラ
- ドクフキコブラ
- アカドクフキコブラ
- オオドクフキコブラ
- ニューギニアタイパン
- トウブブラウンスネーク
- ライノセラスアダー
- パプアデスアダー
- ツノブッシュバイパー
- セイブブッシュバイパー
- ウスイロネッタイガラガラヘビ
- ウアマントガラガラヘビ
- シンリンガラガラヘビ
- ニシダイヤガラガラヘビ
- サハラツノクサリヘビ
- ツノナシクサリヘビ
- フィールドツノクサリヘビ
- タイクサリヘビ
- ムーアクサリヘビ
- ヌママムシ
- ヒャッポダ
- カクツラハブ
- メキシコハネハブ
- ビルマアオハブ
- ポープアオハブ
- タイワンハブ
- ブームスラング
- ミナミオオガシラ
- キリサキヘビ
- ディクソンミルクヘビ
- ベアードネズミヘビ
- モイラヘビ
- アフリカイエヘビ
- ヒイロニシキヘビ
- ミドリニシキヘビ
- エメラルドツリーボア
- コビトカイマン
- メガネカイマン
- グリーンイグアナ
- ヒガシウォータードラゴン
- フトアゴヒゲトカゲ
- カスピサバクオオトカゲ
- ナイルオオトカゲ
- サバクオオトカゲ
- ノドジロオオトカゲ
- ミズオオトカゲ
- サバンナオオトカゲ
- ハナブトオオトカゲ
- エボシカメレオン
- オオヤモリ
- カミツキガメ
- オオアタマガメ
- ギリシャリクガメ
- ヨーロッパヌマガメ
- アズマヒキガエル
- アカハライモリ

## 交通アクセス
公共交通機関
東武鉄道桐生線・藪塚駅から徒歩10分。
JR両毛線・岩宿駅からタクシーで7分。
自家用自動車
北関東自動車道・太田藪塚インターチェンジから車で10分。

## 日本蛇族学術研究所
日本蛇族学術研究所（にほんへびぞくがくじゅつけんきゅうしょ）は、文部科学省管轄の一般財団法人。1968年6月1日設立。公益法人制度改革により2014年4月1日付で一般財団法人となった。主としてヘビ類の研究を行い、公益教育事業として付属施設のジャパンスネークセンターを公開している。また「毒ヘビ110番活動」として、毒ヘビに関する外部からの問い合わせや協力要請にも対応している。